# Samson l'Invincible
Pour plus de détails, voir Fiche technique et Distribution.
Samson l'invincible (Sansone contro i pirati) est un film d'aventures italien réalisé par Tanio Boccia et sorti en 1963.
Il met en vedette le culturiste Adriano Bellini, plus connu sous son pseudo Kirk Morris.

## Synopsis
Le féroce pirate Mourad et son équipage pillent dans les Antilles tous les navires espagnols qui se présentent à leur proue et tuent leurs équipages, à l'exception des jeunes filles que les pirates emmènent avec eux. Une seule d'entre elles, Amanda, parvient à s'échapper et est sauvée par Samson, qui décide alors de remettre les pirates à leur place, ce qu'il réussit à faire grâce à sa force surhumaine qui lui permet de livrer des combats épiques.

## Fiche technique
- Titre français : Deux Samouraïs et cent geishas[1]
- Titre original : Sansone contro i pirati[2],[3],[4],[5]
- Réalisation : Tanio Boccia (sous le nom de « Amerigo Anton »)
- Scénario : Guido Malatesta
- Photographie : Riccardo Pallottini
- Montage : Antonietta Zita
- Musique : Angelo Francesco Lavagnino
- Décors : Salvatore Giancotti
- Production : Fortunato Misiano
- Sociétés de production : Romana Film (it)
- Format : couleurs par Eastmancolor - 2,35:1 - Son mono - 35 mm
- Pays de production :  Italie
- Langue de tournage : italien
- Genre : film d'aventures
- Durée : 79 minutes
- Dates de sortie : 
  - Italie : 20 juillet 1963
  - France : 18 décembre 1963

## Distribution
- Adriano Bellini (sous le nom de « Kirk Morris ») : Samson
- Margaret Lee : Amanda
- Daniele Vargas : Murad
- Aldo Bufi Landi : Manuel
- Tullio Altamura (en) : Montez
- Adriana Ambesi : Sarah
- Franco Peruzzi (sous le nom de « Frank Leroy ») : Ramon
- Gianna Serra :
- Attilio Dottesio : Alvarez
- Calisto Calisti : Ibrahim
- Gino Soldi :
- Nello Pazzafini : Sandor